# Drago Giallo

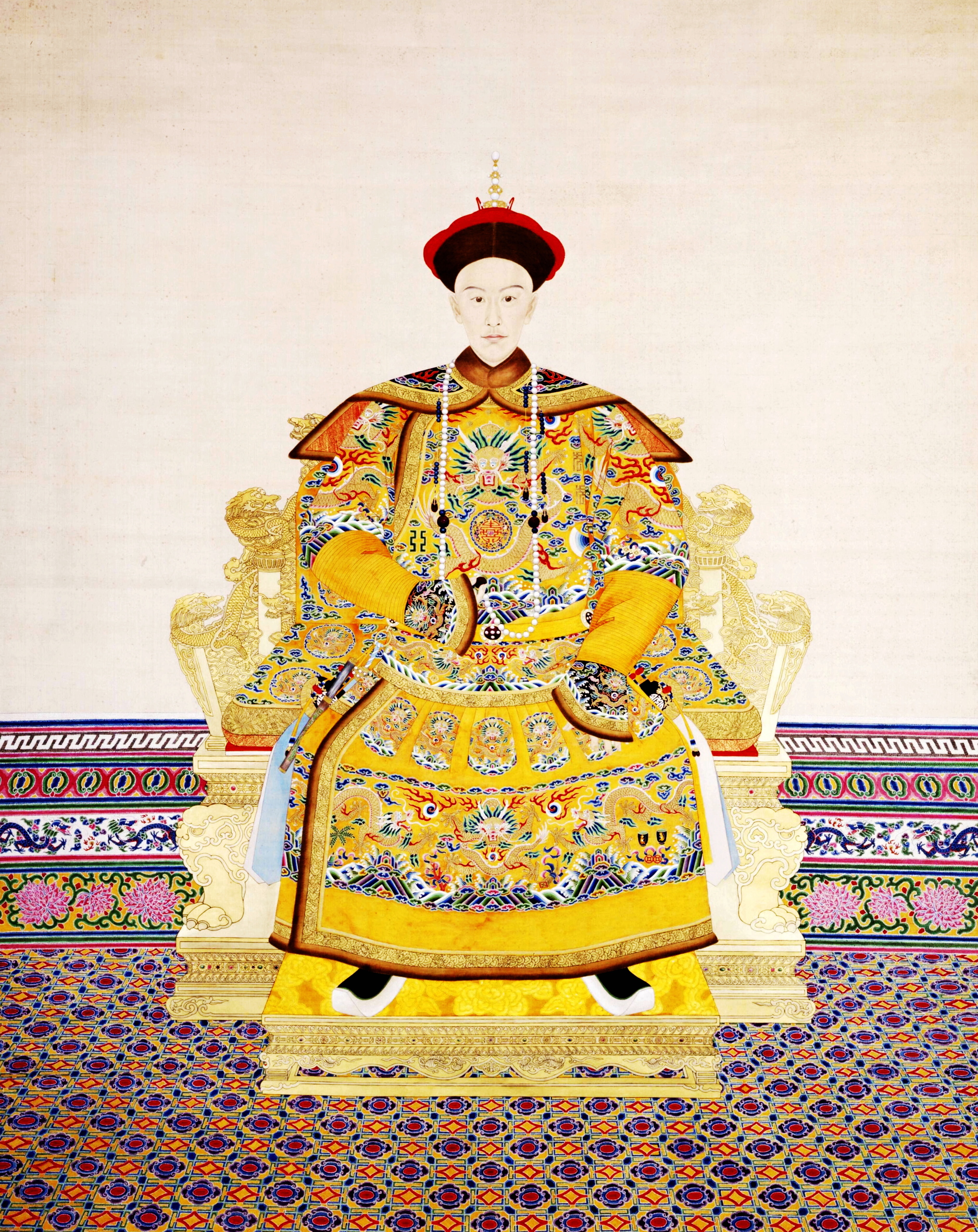
Ritratto dell'imperatore Guangxu, con dipinti del Drago Giallo ricamati sulla sua veste

Il Drago Giallo (cinese: huáng lóngT, 黄龙S, 黃龍P, wong4 lung4CY; giapponese: Kōryū o Ōryū; coreano: Hwang-Ryong; vietnamita: Hoàng Long) è una creatura della mitologia cinese.

## Storia
Secondo le leggende questa creatura emerse dal fiume Luo come un drago privo di corna e si presentò al leggendario imperatore Fu Xi con le basi della scrittura. Quando apparve dinanzi a Fu Xi, riempì un buco nel cielo fatto dal mostro Gong Gong. Il suo risveglio, il suo sonno e il suo respiro determinavano il giorno e la notte, le stagioni e il tempo.
Si dice che il leggendario imperatore giallo si sia a volte trasformato in un drago che assomigliava al suo emblema e sia asceso al Cielo. Poiché i Cinesi lo considerano il loro antenato, a volte si riferiscono a sé stessi come "i figli del drago". Questa leggenda contribuì anche all'uso del drago cinese come simbolo del potere imperiale.
La bandiera nazionale cinese del 1889-1912 (sotto la dinastia Qing) è chiamata anche bandiera del Drago Giallo (黃龍旗T, 黄龙旗S, huáng lóng qíP).
Il Centro sportivo Yellow Dragon di Pechino prende nome in suo onore.

## Altri usi
Nella cultura dell'Asia orientale, esiste a volte una quinta bestia guardiana che si aggiunge alle quattro chiamate Si Xiang. Questa divinità mitologica è il guardiano del centro e rappresenta l'elemento della terra, la quintessenza cinese, nonché il cambiamento delle stagioni.
Il drago giallo non appare nella mitologia giapponese: il quinto elemento nel sistema elementale giapponese è il vuoto, perciò non può esservi un animale che lo rappresenta. Per questo motivo, il drago giallo si dimentica spesso. Tuttavia, alcuni considerano l'Ouryu (Ōryū, drago giallo) come il corrispondente giapponese del drago, dal momento che condividono alcune somiglianze.